# Otto Spandel
Otto Spandel – niemiecki kierowca wyścigowy..

## Kariera
W swojej karierze Spandel pojawiał się głównie w stawce wyścigów Grand Prix, W 1928 roku odniósł zwycięstwo w wyścigu Eifelrennen na torze Nürburgring. Trzy lata później był dziewiąty w Grand Prix Niemiec.